# Mario Yepes
Mario Alberto Yepes Díaz (født 13. januar 1976 i Cali, Colombia) er en colombiansk tidligere fodboldspiller (midterforsvarer).

## Karriere
Yepes' seniorkarriere startede tilbage i 1994, og de første fem år spillede han for klubber i hjemlandet. I 1999 rejste han til det argentinske storhold Club Atlético River Plate, hvor han var med til at vinde to argentinske mesterskaber.
I januar 2002 rejste Yepes til Europa, hvor han skrev kontrakt med Nantes i den franske Ligue 1. Her spillede han de følgende to et halvt år, inden han rejste til hovedstadsklubben Paris Saint-Germain. Hos PSG var Yepes i løbet af fire sæsoner, og var blandt andet med til at vinde landets pokalturnering Coupe de France i 2006.
Efter et par år i Verona-klubben Chievo skiftede Yepes i 2010 til det italienske storhold AC Milan. Med Milan vandt Yepes i 2011 det italienske mesterskab, inden han i 2013 skiftede til Atalanta og i 2014 til argentinske San Lorenzo de Almagro.

### Landshold
Yepes har (pr. juni 2014) spillet hele 98 kampe og scoret seks mål for Colombias landshold, som han debuterede for 9. februar 1999 i en venskabskamp mod Tyskland.
I løbet af de følgende 15 år var Yepes en bærende kraft på det colombianske landshold, og var blandt andet en del af holdet der vandt Copa América i 2001. Han deltog ved sin første VM-slutrunde ved VM i 2014 i Brasilien.